# Penares chelotropa
Penares chelotropa är en svampdjursart som beskrevs av Boury-Esnault 1973. Penares chelotropa ingår i släktet Penares och familjen Ancorinidae.
Artens utbredningsområde är havet utanför Brasilien. Inga underarter finns listade i Catalogue of Life.